# نادي هجر موسم 2010–11
شاركَ نادي هجر في دوري الدرجة الأولى السعودي 2010–11 حيثُ خاض 30 مباراةً نجحَ خلالها في حصدِ 63 نقطة وهو ما مكّنه من احتلالِ المركز الأول في جدول ترتيب الدوري والتتويج باللقبِ، وبالتالي العودة لدوري المحترفين من جديدٍ بعد غيابٍ لأكثر من ثلاث مواسم، كما شاركَ في كأس وليّ العهد لكنّه غادرهُ مبكّرًا حينما خسر ركلات الترجيح أمام النادي الأهلي في دور الـ 32.

## نظرة عامّة
| المنافسة                   | أول مباراة           | آخر مباراة        | الدور الافتتاحي | المركز النهائي | السجل | السجل | السجل | السجل | السجل | السجل | السجل | السجل   |
| المنافسة                   | أول مباراة           | آخر مباراة        | الدور الافتتاحي | المركز النهائي | لعب   | ف     | ت     | خ     | له    | عليه  | ف.أ.  | الفوز % |
| -------------------------- | -------------------- | ----------------- | --------------- | -------------- | ----- | ----- | ----- | ----- | ----- | ----- | ----- | ------- |
| دوري الدرجة الأولى السعودي | 23 أيلول/سبتمبر 2010 | 11 أيار/مايو 2011 | الجولة الأولى   | المركز الأول   | 30    | 19    | 6     | 5     | 51    | 32    | +19   | 063٫33  |
| كأس الملك                  | –                    | –                 | –               | –              | 0     | 0     | 0     | 0     | 0     | 0     | +0    | —       |
| المجموع                    | المجموع              | المجموع           | المجموع         | المجموع        | 30    | 19    | 6     | 5     | 51    | 32    | +19   | 063٫33  |

آخر تحديث: نهاية الموسم
المصدر: المنافسات

### حصيلة النتائج
| الفريق ╲ الجولة | 1 | 2 | 3 | 4 | 5 | 6 | 7 | 8 | 9 | 10 | 11 | 12 | 13 | 14 | 15 | 16 | 17 | 18 | 19 | 20 | 21 | 22 | 23 | 24 | 25 | 26 | 27 | 28 | 29 | 30 |
| --------------- | - | - | - | - | - | - | - | - | - | -- | -- | -- | -- | -- | -- | -- | -- | -- | -- | -- | -- | -- | -- | -- | -- | -- | -- | -- | -- | -- |
| هجر             | W | W | D | W | W | L | W | W | W | D  | L  | L  | D  | W  | W  | W  | W  | W  | W  | D  | D  | W  | D  | W  | L  | W  | W  | D  | W  | L  |

### ملخص النتائج
| شامل | شامل | شامل | شامل | شامل | شامل | شامل | شامل | على أرضه | على أرضه | على أرضه | على أرضه | على أرضه | على أرضه | خارج أرضه | خارج أرضه | خارج أرضه | خارج أرضه | خارج أرضه | خارج أرضه |
| لعب  | ف    | ت    | خ    | أ.ل  | أ.ع  | ف.أ  | ن    | ف        | ت        | خ        | أ.ل      | أ.ع      | ف.أ      | ف         | ت         | خ         | أ.ل       | أ.ع       | ف.أ       |
| ---- | ---- | ---- | ---- | ---- | ---- | ---- | ---- | -------- | -------- | -------- | -------- | -------- | -------- | --------- | --------- | --------- | --------- | --------- | --------- |
| 30   | 19   | 6    | 5    | 51   | 32   | +19  | 63   | 11       | 3        | 1        | 29       | 14       | +15      | 8         | 3         | 4         | 22        | 18        | +4        |

## الدوري

### معلومات عامّة
بداية الموسم
دخل نادي هجر موسمه بقوَة حيتُ نجحَ في الجولة الافتتاحيّة في تحقيقِ فوزٍ مهمٍ على نادي الرياض في العاصمة السعودية، ثمّ هزم في الجولة الثانيّة في الأحساء نادي حطين بهدفٍ نظيفٍ، قبل أن يتعثر في الجولة الثالثة حينما سقطَ في فخّ التعادل في مدينة أبها أمام نادي ضمك.
سُرعان ما تدارك النادي الأحسائي تعثر الجولة الماضيّة حينما فاز في مباراة الديربي على غريمهِ العدالة بهدف نظيف في ملعب الأمير عبد الله بن جلوي، وكرر نفس النتيجة أمام الخليج في سيهات. السقوط الأول لهجر في الدوري جاء في الجولة السابعة حينما تغّلب عليهِ نادي أبها في عقر داره بثلاثة أهدافٍ مقابل واحد.
خسارةُ أبها جعلت نادي هجر ينتفضُ من جديدٍ فهزمَ ربيع جدّة باثنين مقابل واحد في الجولة السابعة، ثمّ فاز بصعوبةٍ بالغةٍ على النجمة في الأحساء، قبل أن يُكمل سلسلة انتصاراته الثلاث على حسابِ نادي أحد في المدينة المنورة بهدفين مقابل واحد، واختتمَ بداية الدوري عبر تعادلٍ مع الوطني بهدفينِ لمثلهما.
نجحَ هجر في عشرِ مبارياتٍ لعبها في تحقيقِ الانتصار سبع مراتٍ، بينما تعادل في مناسبتين وخسر واحدة فقط ليحصد بذلك 23 نقطة من أصل 30 مُضيّعًا 7 نقاطٍ فقط.
منتصف الموسم
عاد هجر لسكّة الهزائم فاكتُسح على يدِ نادي الشعلة في الخرج بثلاثيّة نظيفة وهو ما أثّر على أداء الفريق، فخسر الجولة المواليّة ضدّ الأنصار في المدينة المنورة بهدفينِ مقابل واحد. تدارك هجر الأمور في الجولة الرابعة عشر حينما حقّق فوزًا مثيرًا على العروبة (3 – 2) في سكاكا.
عاد هجر لمباريات الديربي حينما استقبل على أضيّه ملعبه نادي الجيل فأكرم ضيافته بهدفٍ نظيفٍ، ثمّ فاز في الجولة السادسة عشر على نادي الرياض بهدفينِ مقابل واحد مكررًا نتيجة مباراة الذهاب في الجولة الافتتاحيّة، وهزم حطين في الجولة المواليّة بهدفٍ نظيفٍ مُحقّقًا بذلك الانتصار الرابع على التوالي في الدوري هذا الموسم.
واصل هجر سلسلة نتائجهِ الإيجابيّة جدًا فتغلّب في الجولة الثامنة عشر على ضمك بهدفين مقابل واحد، ثمّ أعقبها بانتصارٍ هو السادس تواليًا وكان هذه المرة على حسابِ غريمهِ العدالة بثلاثيّة نظيفة. نجحَ الخليجُ أخيرًا في إيقافِ سلسلة انتصارات النادي الأحسائي حينما فرض عليهِ تعادلًا إيجابيًا (1 – 1) في عُقر داره لحسابِ مباريات الجولة العشرين.
تمكّن هجر في عشر مبارياتٍ لعبها في الفوزِ سبع مراتٍ والتعادل مرتين بينما خسر واحدة فقط حاصدًا بذلك 23 نقطة وهو نفس عدد النّقاط التي جمعها في الجولات العشر الأولى من بداية الدوري.
نهاية الموسم
سقطَ هجر من جديدٍ في فخّ التعادل الذي فرضهُ عليه نادي أبها في الجولة الواحدة والعشرين، لينتفض في الجولة المواليّة مُكتسحًا برباعيّة نادي ربيع جدّة، لكنّه عاد لفخاخ التعادلِ مجددًا وهذه المرة أمام الطائي في الأحساء لحسابِ مباريات الجولة الثالثة عشر المؤجّلة، ثمّ فاز على النجمة بهدفين مقابل واحد.
انتفض هجر أمام أحد ففاز عليه بثلاثيّة نظيفة في ملعب الأمير عبد الله بن جلوي، ثمَّ كرّر الثلاثيّة في الجولة الموالية أمام نادي الشعلة مواصلًا تصدر الترتيب والهروب عن أقربِ المطاردين. كرّر هجر فوزهُ على الأنصار باثنينِ مقابل واحد في الجولة السابعة والعشرين.
خسر هجر الجولة الخامسة والعشرين أمام الوطني (3 – 2) وهو رابعُ سقوطٍ للفريق الأحسائي في هذا الموسم، ثمّ فشل في تعويضِ الخسارة حينما تعادل في حائل أمام الطائي بهدفٍ في كلّ شبكة، قبل أن يتمكّن في الجولة التاسعة والعشرين من تحقيقِ انتصارٍ مهمٍ على العروبة حسمَ به مسألة لقب الدوري، وخسر الجولة الأخيرة أمام نظيرهِ الجيل في مباراةٍ عاديّةٍ لم تُغيّر الشيء الكثير.
في عشرِ جولاتٍ لعبها هجر، فازَ في خمسٍ وتعادل في ثلاث بينما خسر مبارتين وهو ما مكّنه من جمعِ 18 نقطة مُتربّعًا على عرش الدوري.

### قائمة المباريات
جدول الترتيب
نجحَ نادي هجر في التتويجِ بدوري الدرجة الأولى السعودي موسم 2010–11 وذلك حصد 63 نقطة في ثلاثين جولةً خاضها، حيثُ فاز في تسعة عشر مباراةً وتعادل في ستّة بينما خسر خمسة مبارياتٍ فقط. سجّل هجر خلال مبارياته الثلاثين 51 هدفًا متربّعًا على عرش ثاني أكثر الفرق تسجيلًا للأهداف بينما تلقّى 32 هدفًا كثالث أقوى دفاعٍ في الدوري. وصيف هجر كان نادي الأنصار الذي ينشطُ في المدينة المنورة والذي رافقَ النادي الأحسائي لدوري الأضواء بعدما جمعَ 55 نقطة (بعيدًا بثماني نقاطٍ كاملةٍ عن المتصدر) من ثلاثين مباراة خاضها حيثُ فاز في خمسة عشر مباراة وتعادل في عشرة بينما خسر هو الآخر خمس مبارياتٍ، في حين سجّل 40 هدفًا وتلقى 24 هدفًا فقط كأقوى دفاعٍ في الدوري.
| م | الفريق  | لعب | ف  | ت  | خ  | له | عليه | ف.أ | نقاط | صعود أو هبوط                    |
| - | ------- | --- | -- | -- | -- | -- | ---- | --- | ---- | ------------------------------- |
| 1 | هجر     | 30  | 19 | 6  | 5  | 51 | 32   | 19  | 63   | صعود إلى دوري المحترفين السعودي |
| 2 | الأنصار | 30  | 15 | 10 | 5  | 40 | 24   | 16  | 55   | صعود إلى دوري المحترفين السعودي |
| 3 | الرياض  | 30  | 16 | 4  | 10 | 38 | 29   | 9   | 52   |                                 |
| 4 | أبها    | 30  | 13 | 12 | 5  | 59 | 43   | 16  | 44   |                                 |

قائمة المباريات
هذه قائمةٌ بمباريات نادي هجر في دوري الدرجة الأولى السعودي موسم 2010–11:
| 23 سبتمبر 2010 1 | الرياض | 1 – 2 | هجر | الرياض                          |
| 15:00            |        |       |     | الملعب: ملعب تركي بن عبد العزيز |

| 30 سبتمبر 2010 2 | هجر | 1 – 0 | حطين | الأحساء                              |
| 13:00            |     |       |      | الملعب: ملعب الأمير عبد الله بن جلوي |

| 13 أكتوبر 2010 3 | ضمك | 1 – 1 | هجر | أبها                                    |
| 18:00            |     |       |     | الملعب: ملعب الأمير سلطان بن عبد العزيز |

| 20 أكتوبر 2010 4 | هجر | 1 – 0 | العدالة | الأحساء                              |
| 19:00            |     |       |         | الملعب: ملعب الأمير عبد الله بن جلوي |

| 04 نوفمبر 2010 5 | الخليج | 1 – 0 | هجر | سيهات                    |
| 18:25            |        |       |     | الملعب: ملعب نادي الخليج |

| 24 نوفمبر 2010 6 | هجر | 2 – 3 | أبها | الأحساء                              |
| 14:30            |     |       |      | الملعب: ملعب الأمير عبد الله بن جلوي |

| 02 ديسمبر 2010 7 | الربيع | 1 – 2 | هجر | جدة                                   |
| 15:20            |        |       |     | الملعب: مدينة الملك عبد الله الرياضية |

| 08 ديسمبر 2010 8 | هجر | 1 – 0 | النجمة | الأحساء                              |
| 15:00            |     |       |        | الملعب: ملعب الأمير عبد الله بن جلوي |

| 16 ديسمبر 2010 9 | أحد | 1 – 2 | هجر | المدينة المنورة                        |
| 19:00            |     |       |     | الملعب: ملعب الأمير محمد بن عبد العزيز |

| 24 ديسمبر 2010 10 | هجر | 2 – 2 | الوطني | الأحساء                              |
| 13:40             |     |       |        | الملعب: ملعب الأمير عبد الله بن جلوي |

| 31 ديسمبر 2010 11 | الشعلة | 3 – 0 | هجر | الخرج                    |
| 18:00             |        |       |     | الملعب: ملعب نادي الشعلة |

| 07 يناير 2011 12 | الأنصار | 2 – 1 | هجر | المدينة المنورة                        |
| 16:00            |         |       |     | الملعب: ملعب الأمير محمد بن عبد العزيز |

| 19 يناير 2011 14 | العروبة | 2 – 3 | هجر | سكاكا                     |
| 16:25            |         |       |     | الملعب: ملعب نادي العروبة |

| 27 يناير 2011 15 | هجر | 1 – 0 | الجيل | الأحساء                              |
| 19:30            |     |       |       | الملعب: ملعب الأمير عبد الله بن جلوي |

| 06 فبراير 2011 16 | هجر | 2 – 1 | الرياض | الأحساء                              |
| 16:30             |     |       |        | الملعب: ملعب الأمير عبد الله بن جلوي |

| 10 فبراير 2011 17 | حطين | 0 – 1 | هجر | جازان                             |
| 13:20             |      |       |     | الملعب: مدينة الملك فيصل الرياضية |

| 16 فبراير 2011 18 | هجر | 2 – 1 | ضمك | الأحساء                              |
| 19:00             |     |       |     | الملعب: ملعب الأمير عبد الله بن جلوي |

| 24 فبراير 2011 19 | العدالة | 0 – 3 | هجر | الأحساء                              |
| 16:00             |         |       |     | الملعب: ملعب الأمير عبد الله بن جلوي |

| 03 مارس 2011 20 | هجر | 1 – 1 | الخليج | الأحساء                              |
| 15:00           |     |       |        | الملعب: ملعب الأمير عبد الله بن جلوي |

| 09 مارس 2011 21 | أبها | 1 – 1 | هجر | أبها                                    |
| 15:00           |      |       |     | الملعب: ملعب الأمير سلطان بن عبد العزيز |

| 16 مارس 2011 22 | هجر | 4 – 1 | الربيع | الأحساء                              |
| 13:00           |     |       |        | الملعب: ملعب الأمير عبد الله بن جلوي |

| 20 مارس 2011 13 | هجر | 1 – 1 | الطائي | الأحساء                              |
| 19:00           |     |       |        | الملعب: ملعب الأمير عبد الله بن جلوي |

| 25 مارس 2011 23 | النجمة | 1 – 1 | هجر | عنيزة                    |
| 18:00           |        |       |     | الملعب: ملعب نادي النجمة |

| 30 مارس 2011 24 | هجر | 3 – 0 | أحد | الأحساء                              |
| 13:30           |     |       |     | الملعب: ملعب الأمير عبد الله بن جلوي |

| 13 أبريل 2011 26 | هجر | 3 – 1 | الشعلة | الأحساء                              |
| 14:30            |     |       |        | الملعب: ملعب الأمير عبد الله بن جلوي |

| 22 أبريل 2011 27 | هجر | 2 – 1 | الأنصار | الأحساء                              |
| 14:20            |     |       |         | الملعب: ملعب الأمير عبد الله بن جلوي |

| 25 أبريل 2011 25 | الوطني | 3 – 2 | هجر | تبوك                                  |
| 19:25            |        |       |     | الملعب: ملعب الملك خالد بن عبد العزيز |

| 28 أبريل 2011 28 | الطائي | 1 – 1 | هجر | حائل                                    |
| 15:00            |        |       |     | الملعب: ملعب الأمير عبد العزيز بن مساعد |

| 05 مايو 2011 29 | هجر | 3 – 2 | العروبة | الأحساء                              |
| 18:00           |     |       |         | الملعب: ملعب الأمير عبد الله بن جلوي |

| 11 مايو 2011 30 | الجيل | 1 – 0 | هجر | الأحساء                              |
| 13:00           |       |       |     | الملعب: ملعب الأمير عبد الله بن جلوي |

## كأس ولي العهد

### معلومات عامة
شاركَ نادي هجر في كأس وليّ العهد السعودي 2010–09، لكنّه أُقصي منذ الدور الأول حينما خسر ركلات الترجيح لصالحِ النادي الأهلي (2 – 4) بعد نهاية المباراة في وقتها الرسميّ بهدفٍ في كلّ شبكة في المباراة التي أُقيمت على ملعب الأمير عبد الله بن جلوي في الأحساء.

### قائمة المباريات
هذه هي المباراة الوحيدة التي لعبها نادي هجر في إطار مباريات كأس ولي العهد:
| 02 فبراير 2011 1 | هجر | 1 – 1 (2 – 4) | الأهلي | الأحساء                              |
| 15:00            |     |               |        | الملعب: ملعب الأمير عبد الله بن جلوي |

### إحصائيات
- خاض نادي هجر مباراة واحدة في مسابقة كأس وليّ العهد السعودي، فخسرها أمام النادي الأهلي بركلات الترجيح.
  - نجحَ هجر في المباراة التي لعبهما في إطار هذه المنافسة في تسجيلِ هدفٍ واحدٍ وتلقى في المقابل هدفًا واحدًا أيضًا.